# Haris Brkić
Haris Brkić (serbe : Харис Бркић ; 24 juillet 1974 - 15 décembre 2000) est un joueur yougoslave de basket-ball. Il est connu pour son passage au Partizan Belgrade.

## Carrière en club
Né d'un père bosniaque nommé Ismet et d'une mère serbe nommé Radmila, Brkić commence à jouer au basket-ball à l'âge de 10 ans dans le club de Bosna à Sarajevo.
Au printemps 1992, avec le déclenchement de la guerre de Bosnie, le jeune homme, alors âgé dix-sept ans, s'enfuit en Serbie où il reste d'abord avec sa grand-mère maternelle à Požarevac. Après quelques semaines, un essai est organisé avec le Partizan et donc, Brkić est, alors, recruté dans l'équipe de jeunes du club. Simultanément, l'équipe senior du club dirigée par l'entraîneur débutant Željko Obradović et le consultant en entraînement Aleksandar Nikolić venait de remporter le titre de l'Euroligue lors du Final Four à Istanbul.
Lors de l'été 1992, Brkić joue au KK Borac Čačak où sa carrière professionnelle venait de commencer.
Un an plus tard, il revient à Belgrade, commençant la saison 1993-1994 avec la première équipe du Partizan dirigée par le nouvel entraîneur Željko Lukajić. Brkić joue pour le Partizan au cours des six saisons suivantes, remportant trois championnats nationaux et trois coupes nationales. Haris est l'un des meilleurs joueurs de l'équipe du Partizan qui dispute le Final Four de l'EuroLigue 1997-1998.
Au cours de la saison 1999-2000, il joue pour le club Budućnost Podgorica où il remporte de nouveau le championnat yougoslave. Brkić commence la saison 2000-2001 à Podgorica, puis revient au Partizan en novembre 2000. Après son retour à Belgrade, il va disputer encore trois matchs en tant que représentant de l'équipe Partizan.

## Équipe nationale

### Jeunesse
En Turquie, en 1996, Brkić a été membre de l'équipe nationale junior yougoslave qui a remporté la médaille de bronze au Championnat d'Europe des moins de 20 ans de la FIBA. Jouant dans l'équipe dirigée par l'entraîneur Rajko Toroman, avec ses coéquipiers du Partizan, Predrag Drobnjak et Dragan Lukovski ainsi que Vlado Šćepanović et Jovo Stanojević, Brkić marque en moyenne 11,0 points par match en moyenne durant les sept matchs de championnat.

### Senior
Le joueur yougoslave a plusieurs fois porté le maillot de l'équipe nationale yougoslave de basket-ball lors de matchs amicaux de préparation, mais il n'a jamais été sélectionné pour les grandes compétitions.

## Décès
Le 12 décembre 2000, après avoir quitté tôt une séance d'entrainement où il ne se sentait pas bien, Brkić fut abattu par un agresseur inconnu alors qu'il s'apprêtait à rentrer dans sa voiture. Il se trouvait sur le parking devant le Pionir Hall à Belgrade et, après avoir été hospitalisé durant trois jours, il fut déclarer pour mort. En juillet 2022, on ne sait toujours pas l'identité du meurtrier qui l'a tué.
Chaque été, ses anciennes équipes Bosna, Partizan et Budućnost organisent un tournoi commémoratif. Grobari, les fans du Partizan, chantent un hymne afin de lui rendre hommage souvent lors des matchs de l'équipe : "Tu nous as quittés Haris, il ne reste que la tristesse, tu seras toujours aimé par Grobari de la tribune sud !"